# Le Tronchet (Ille-et-Vilaine)
Le Tronchet è un comune francese di 1 037 abitanti situato nel dipartimento dell'Ille-et-Vilaine nella regione della Bretagna.

## Società

### Evoluzione demografica
Abitanti censiti